# Superkombinacja
Superkombinacja – jedna z konkurencji w narciarstwie alpejskim, w 2005 roku wprowadzona przez Międzynarodową Federację Narciarską (FIS). Składa się z jednego przejazdu slalomu oraz skróconego zjazdu (lub z supergiganta). Oba przejazdy mogą być rozgrywane w dowolnej kolejności.
2 lutego 2007 r. w Aare (Szwecja) prezes FIS, Gian Franco Kasper, zapowiedział, że superkombinacja zastąpi rywalizację w tradycyjnej kombinacji alpejskiej podczas zimowych igrzysk olimpijskich w Vancouver w 2010 r.